# Macropiper hooglandii
Macropiper hooglandii är en pepparväxtart som beskrevs av I. Hutton & P.S. Green. Macropiper hooglandii ingår i släktet Macropiper och familjen pepparväxter. Inga underarter finns listade i Catalogue of Life.